# Assemblée législative de la république de Carélie
VIIIe législature
no 51, rue Lénine, Petrozavodsk
L'assemblée législative de la république de Carélie (en russe : Законода́тельное собра́ние Респу́блики Каре́лия, en carélien : Karjalan tašavallan lakijenhyväkšymiskokouš ; en olonetsien : Karjalan tazavallan zakonoinhyväksyndykerähmö) est l'organe législatif régional de la république de Carélie en Russie. Le parlement est composé de 36 députés élus pour 5 ans au suffrage universel direct. À la suite des dernières élections en 2021, l'assemblée est dominée par Russie unie.

## Élections

### 2011
| Parti         | Parti         | %     | Sièges |
| ------------- | ------------- | ----- | ------ |
|               | Russie unie   | 30.13 | 19     |
|               | Russie juste  | 22.25 | 12     |
|               | KPRF          | 19.05 | 8      |
|               | LDPR          | 18.34 | 5      |
|               | Iabloko       | 7.13  | 4      |
|               | Indépendant   | —     | 2      |
|               |               |       |        |
| Participation | Participation | 50.03 |        |

### 2016
| Parti         | Parti         | %     | Sièges |
| ------------- | ------------- | ----- | ------ |
|               | Russie unie   | 33.20 | 24     |
|               | LDPR          | 18.91 | 3      |
|               | Russie juste  | 15.54 | 3      |
|               | KPRF          | 14.44 | 3      |
|               | Iabloko       | 9.89  | 3      |
|               |               |       |        |
| Participation | Participation | 39.41 |        |

### 2021
| Parti         | Parti                                             | %     | Total Sièges |  |             |       |    |
| ------------- | ------------------------------------------------- | ----- | ------------ |  | ----------- | ----- | -- |
| Parti         | Parti                                             | %     | Total Sièges |  | Russie unie | 28,96 | 22 |
|               |                                                   |       |              |  |             |       |    |
|               | Parti communiste                                  | 16,91 | 4            |  |             |       |    |
|               | Russie juste                                      | 12,81 | 4            |  |             |       |    |
|               | Parti libéral-démocrate                           | 9,86  | 2            |  |             |       |    |
|               | Iabloko                                           | 8,54  | 2            |  |             |       |    |
|               | Nouvelles personnes                               | 6,35  | 1            |  |             |       |    |
|               | Parti russe des retraités pour la justice sociale | 5,60  | 1            |  |             |       |    |
|               |                                                   |       |              |  |             |       |    |
| Participation | Participation                                     | 39,19 |              |  |             |       |    |